# Lupinus huaronensis
Lupinus huaronensis är en ärtväxtart som beskrevs av James Francis Macbride. Lupinus huaronensis ingår i släktet lupiner, och familjen ärtväxter. Inga underarter finns listade i Catalogue of Life.